# Као какао
Као какао је девети албум македонске групе Леб и сол. Изашао је 1987 у издању дискографске куће Југотон. Албум је праћен спотовима за песме Мамурни људи, Чувам ноћ од будних и Скопје (први пут снимана на македонском). Већи хитови су Чувам ноћ од будних, насловна нумера и Чекам кишу.
Године 1999. албум је добио награду Порин за најбоље поновно издање.
Дана 16. јануара 2023. године, албум је издат на плочи са материјалом који је резан у пола брзине у Лондону. Реиздање је се налазио на 1. месту три недеље на листи Top 40 канала CMC.

## Позадина
Током 1986. године, Влатко Стефанвоски и Бодан Арсовски компоновали су музику за ТВ емисију Бушава азбука. Са њима је песме извела чланица Бастиона Ана Костовска. Групи су се придружили Гоце Мицанов и још један члан Бастиона, Кирил Џајковски. Бубњар Гарабет Тавитијан вратио се у групу после 6 година.
Крајем 1987. магазин Покрет је описао да је Влатко поново мамуран због чувања ноћи од будних, додајући да му је свет као какао и да је једина оаза Скопље. У даљем тексту се наводи да је упознао фаталну жену коју је редовно водио на утакмице ФК Вардар.

## Списак песама
| №  | Назив               | Трајање |  |
| 1. | Мамурни људи        | 4:24    |  |
| 2. | Као какао           | 4:16    |  |
| 3. | Femme Fatale        | 4:05    |  |
| 4. | Чувам ноћ од будних | 5:39    |  |
| 5. | Криза тридесетих    | 3:42    |  |
| 6. | Аутопут             | 4:18    |  |
| 7. | Играј               | 4:32    |  |
| 8. | Скопје              | 2:31    |  |
| 9. | Чекам кишу          | 5:38    |  |

## Занимљивости
- У споту за песму Мамурни људи, нашла се слика насловне стране магазина Старт децембра 1985.
- Поводом 35 година од изласка албума, МРТ је направио филм под називом Као какао – укус успеха.[14]

## Наслеђе
Албум се нашао на 33. позицији на листи 100 албума југословенске поп и рок музике. 2015. године, хрватска верзија Rolling Stone-а је рангирала Као какао на 94. месту.
Balkarock је омот за Као какао сврстао на 56. место на листи 100 најбољих омота домаћег рока.

## Обраде
- Скопје[17] - Walk like an Egyptian (The Bangels)[18] - Солитер (Ђорђе Балашевић)[19] - Мајмуни и мјесец (Хаустор)[20]
- Чувам ноћ од будних[21] - Careless Whisper (Џорџ Мајкл)[22] - Народњаци (Ђорђе Балашевић; деонице са саксофоном)[23] - Ја за љубав нећу молити (Нина Бадрић)[24]
- Као какао[25] - Анђеле мој брате (Ван Гог)[26]  - Изгледала је мало чудно (Бијело дугме)[27]

## Топ листе

### Годишња листа
| Листа              | Највиша позиција |
| ------------------ | ---------------- |
| Слободна Далмација | 1                |

### Недељна листа
| Листа     | Највиша позиција |
| --------- | ---------------- |
| ХР Топ 40 | 1                |

| Листа     | Највиша позиција |
| --------- | ---------------- |
| ХР Топ 40 | 21               |

### Месечна листа
| Листа | Највиша позиција |
| ----- | ---------------- |
| ХДУ   | 1                |

### Полугодишња листа
| Листа | Највиша позиција |
| ----- | ---------------- |
| ХДУ   | 3                |